# Dva tucty a jeden chrt
Dva tucty a jeden chrt (v anglickém originále Two Dozen and One Greyhounds) jsou 20. díl 6. řady (celkem 123.) amerického animovaného seriálu Simpsonovi. Scénář napsal Mike Scully a díl režíroval Bob Anderson. V USA měl premiéru dne 9. dubna 1995 na stanici Fox Broadcasting Company a v Česku byl poprvé vysílán 8. dubna 1997 na stanici ČT1.

## Děj
Pes rodiny Simpsonových, Spasitel, uteče z domova na psí dostihy, kde se spojí s fenkou chrta jménem Nejrychlejší. Ta porodí vrh 25 štěňat poté, co ji její majitel, bohatý Texasan, daruje Simpsonovým. Štěňata se rychle stanou příliš náročnými na zvládnutí, a tak se je Homer s Marge pokusí dát pryč. Brzy zjistí, že štěňata nemají ráda, když jsou oddělena, a tak se pan Burns nabídne, že si je všechna vezme. Líza v obavě, že s nimi bude špatně zacházet, přesvědčí rodiče, aby Burnsovu nabídku odmítli, ale on a Smithers štěňata tajně ukradnou. 
Poté, co náčelník Wiggum náhodně poznamená, že Burns má štěňata, Bart a Líza se vplíží do Burnsova sídla. Jsou překvapeni, když ho vidí, jak se koupe a stará se o psy. Jeden z nich se postaví na zadní nohy a připomíná Burnsovi herce Roryho Calhouna; pojmenuje ho Malý Monty. Bart a Líza se dozvídají, že má v plánu zabít ostatních 24 štěňat a z jejich kůží si vyrobit smoking, když předvede písničku, při níž využije svůj šatník s oblečením zhotoveným ze zvířecích kůží a několikrát změní kostým. 
Bart a Líza proklouznou do sídla, aby získali psy zpět. Děti a štěňata sklouznou po prádelní šachtě do sklepa, kde na ně čekají Burns a Smithers. Aby Bart obelstil Burnse a osvobodil štěňata, pomíchá je, aby nemohl poznat, které z nich je Malý Monty. Poté, co se Malý Monty na Burnsův povel postaví, namotá Bart prádelní šňůru tak, aby mu nad hlavou visely ponožky, a donutí tak všechna štěňata stát. Burns krátce uvažuje, že všechna štěňata i děti zabije, ale nedokáže se k tomu odhodlat, protože mu všechna připomínají Calhouna. Simpsonovi pak nechají Burnsovi štěňata, z nichž vyrostou závodní psi, kteří se stanou mistry světa a vydělají mu miliony dolarů na odměnách, což Homera deprimuje.

## Produkce

### Inspirace, psaní a hudba
Díl napsal Mike Scully a režíroval jej Bob Anderson. S původním nápadem na tuto epizodu přišli scenáristé Simpsonových Al Jean a Mike Reiss, kteří na nápad přišli po zhlédnutí filmu 101 dalmatinů z roku 1961. David Mirkin, showrunner dílu, později v žertu prohlásil, že Jean a Reiss rádi kradou nápady od Disneyho, a jako důkaz uvedl jejich epizodu z 8. řady, která se jmenovala Himlhergotdoneveterkrucajselement a která byla založena na Disneyho filmu Mary Poppins z roku 1964. Mirkin si myslel, že je skvělé, že mohou brát věci od Disneyho a dělat temnější verze v Simpsonových „zcela legálním způsobem“.
Matt Groening byl s epizodou spokojen, protože podle něj působila jako návrat k prvnímu dílu Simpsonových Vánoce u Simpsonových a protože obsahuje odkazy na 101 dalmatinů. Disneyho film Groeninga v dětství nadchl a byl jedním z důvodů, proč se poprvé začal zajímat o animaci a kreslený film. Ve filmu 101 dalmatinů se štěňata několikrát dívají na kreslené filmy v televizi; myšlenka kresleného filmu v kresleném filmu Groeninga nadchla a řekl, že ho tato myšlenka inspirovala k vytvoření Itchy a Scratchy, fiktivního televizního pořadu v rámci světa Simpsonových.
Pan Burns v epizodě říká, že štěně, které se staví pouze na zadní nohy, mu připomíná Roryho Calhouna, amerického herce, který žil v letech 1922–1999. S tímto vtipem přišel scenárista Simpsonových George Meyer, ale Groening se proti němu ohradil, protože si myslel, že diváci nebudou vědět, kdo je Calhoun. Scenáristé se rozhodli vtip přesto ponechat, protože byl později rozšířen na klíčovou část závěru dílu. O několik let později Groening prohlásil, že se ukázalo, že měl pravdu, když poukázal na diskuze na internetu o epizodě, kde se ptali, kdo je Calhoun.
Když se Bart a Líza plíží do sídla pana Burnse, vidí ho, jak nabíjí pistoli a zpívá hudební číslo s názvem „See My Vest“, v němž prohlašuje, že má v úmyslu zabít štěňata, aby z nich udělal smoking. Když štáb diskutoval o tom, jak by mohli zamlžit děsivé věci, které pan Burns psům provede, jeden ze scenáristů navrhl, že když jeho plán sdělí prostřednictvím písně, zůstane „zábavný a lehký“. Scully, který souhlasil, že je to dobrý nápad, přišel následující den s kompletním textem, jejž napsal pro píseň „See My Vest“, což byla parodie na píseň „Be Our Guest“, kterou zpíval Jerry Orbach ve filmu Kráska a zvíře z roku 1991. Mirkinovi se Scullyho práce na parodické písni líbila a poznamenal: „Ty rýmy jsou opravdu chytré. Je to jedna z našich nejlepších písní.“. Líbilo se mu také, že písně mohly být použity v epizodách Simpsonových, aniž by se díly změnily v muzikály: „Uděláme jen jednu píseň a to stačí. Užijeme si s tím legraci a pak skončíme.“.

### Animace a dabing
Přestože se zvířata v kreslených seriálech často chovají s „pololidským vědomím“, Groening prohlásil, že dává přednost tomu, aby se zvířata v kreslených seriálech chovala přesně tak, jak se chovají ve skutečném životě, a tvrdil, že právě tak byla zvířata zobrazena v tomto dílu. Mirkin uvedl, že v případě gagů existovaly výjimky, ale většinou se snažili, aby se zvířata chovala realisticky. Zvířecí zvuky pro tuto epizodu namluvil Frank Welker, kterého Mirkin v audiokomentáři k epizodě na DVD pochválil slovy: „Dokáže udělat cokoli a perfektně to sedí. Člověk zapomene, že poslouchá chlapa, a je radost s ním pracovat.“. Welkera pochválil i Groening, který řekl, že Welker je neuvěřitelně dobrý v dělání zvířecích zvuků.
Štáb měl „velkou hádku“ s cenzory stanice Fox kvůli scéně, ve které se páří Spasitel s Nejrychlejší. Scenáristé se původně tohoto nápadu obávali, ale Mirkin věděl, že mohou ukázat psy při sexu tak, aby to nebylo explicitní. Ve finální verzi scény jsou psi vidět pouze od ramen nahoru; animatik štábu, který scénu ukazuje v plném rozsahu, byl později vydán na DVD. Anderson poznamenal, že během cenzorské projekce epizody došlo k obrovskému smíchu nad tímto zobrazením.

## Kulturní odkazy
Zastřešující děj epizody a její název jsou inspirovány filmem Walta Disneyho 101 dalmatinů. V jedné scéně jsou chrti zobrazeni, jak sledují televizi, což je odkaz na samotný film. Pořad, na který se dívají, je Models, Inc. Píseň pana Burnse „See My Vest“ je parodií na píseň „Be Our Guest“ z filmu Kráska a zvíře. Scéna, ve které jsou Spasitel a Nejrychlejší obdarováni talířem špaget v Luigiho italské restauraci, paroduje Lady a Trampa.
Prodavač, který na Spasitelovi provádí splynutí myslí, je odkazem na vulkanskou schopnost splynutí myslí ve Star Treku; během scény hraje stejná hudba ze scén splynutí myslí v seriálu. Scéna, v níž se Spasitel zamyšleně podívá z okna auta rodiny Simpsonových, odkazuje na podobnou scénu ve filmu Terminátor 2: Den zúčtování; v pozadí hraje hudba z tohoto filmu. Čtyři ze štěňat se jmenují Jay, David, Paul a Branford, což je odkaz na moderátory nočních talkshow Davida Lettermana a Jaye Lena a jejich kapelníky Paula Shaffera a Branforda Marsalise.

## Přijetí

### Kritika
Píseň „See My Vest“ z této epizody, kterou zpívá pan Burns, byla později vydána na albu Songs in the Key of Springfield v roce 1997. Deník Daily Bruin pochválil text písně jako vtipný a tvrdil, že při poslechu písně se mu vybavily vzpomínky na epizodu. Poznamenal, jak hudební skladba odhaluje podstatu charakteru pana Burnse a že také komentuje některé znepokojivé prvky lidstva. Stanice MSNBC sestavila seznam 10 nejstrašidelnějších televizních postav, v němž se pan Burns umístil na prvním místě. V seznamu poznamenali: „Burns je děsivý, protože udělá naprosto cokoli, a protože je to kreslený seriál, tak prostě může.“, přičemž jako důkaz uvedli díl Dva tucty a jeden chrt a jeho plány udělat ze štěňat smoking.
V recenzi listu Toronto Star Ben Rayner poznamenal, že Dva tucty a jeden chrt jsou jednou z jeho nejoblíbenějších epizod seriálu, a dospěl k závěru, že „tour de force“ pana Burnse je obzvláště úchvatná. Toronto Star později vytvořil seznam nejlepších a nejhorších epizod Simpsonových, v němž považoval tento díl za jednu z nejlepších epizod seriálu a dospěl k závěru, že hudební číslo je jednou z nejlepších scén, v nichž figuruje pan Burns. Todd Gilchrist z IGN v recenzi na DVD s 6. řadou Simpsonových považoval vystoupení pana Burnse za nezapomenutelné a poznamenal, že „svým provedením písně ‚See My Vest‘ koketuje s porušením autorských práv“. IGN také považoval Burnsovo vystoupení za výkon srovnatelný s „The Monorail Song“ z dílu Marge versus jednokolejka.
V recenzi na DVD 6. řady Simpsonových udělil recenzní web DVD Verdict epizodě známku B−. Colin Jacobson z DVD Movie Guide ocenil parodie na Disneyho filmy a pochválil také „nejbizarnější odkazy na Roryho Calhouna, jaké si lze představit“, a dospěl k závěru, že kombinace těchto prvků tvoří „skvělou show“.

### Sledovanost
V původním vysílání se díl umístil na 55. místě ve sledovanosti v týdnu od 3. do 9. dubna 1995 s ratingem 7,3 podle agentury Nielsen.